# کاستلنوئووو دل گاردا
کاستلنوئووو دل گاردا (به ایتالیایی: Castelnuovo del Garda) یک کومونه در ایتالیا است که در استان ورونا واقع شده‌است. کاستلنوئووو دل گاردا ۳۴٫۷ کیلومتر مربع مساحت و ۱۲٬۴۶۹ نفر جمعیت دارد و ۱۳۰ متر بالاتر از سطح دریا واقع شده‌است.

## خواهرخوانده
شهرهای نوی‌اشتات آن در آیش و تربنیه خواهرخوانده‌های کاستلنوئووو دل گاردا هستند.